# Elecciones municipales de Ica de 1993
Las elecciones municipales de Ica de 1993 se llevaron a cabo el 29 de enero de 1993 para elegir al alcalde y al Concejo Provincial de Ica para el periodo 1993-1995. La elección se celebró simultáneamente con elecciones municipales en todo el país.

## Sistema electoral
La Municipalidad Provincial de Ica es el órgano administrativo y de gobierno de la provincia de Ica. Está compuesta por el alcalde y el Concejo Provincial.
La votación del alcalde y el concejo se realiza en base al sufragio universal, que comprende a todos los ciudadanos nacionales mayores de dieciocho años, empadronados y residentes en la provincia de Ica y en pleno goce de sus derechos políticos, así como a los ciudadanos no nacionales residentes y empadronados en la provincia de Ica.
El Concejo Provincial de Ica está compuesto por 19 regidores elegidos por sufragio directo para un período de tres (3) años, en forma conjunta con la elección del alcalde (quien lo preside). La votación es por lista cerrada y bloqueada. Se asigna a la lista ganadora los escaños según el método d'Hondt o la mitad más uno, lo que más le favorezca.

## Composición del Concejo Provincial de Ica
La siguiente tabla muestra la composición del Concejo Provincial de Ica antes de las elecciones.
| Partidos | Partidos                | Regidores |
| -------- | ----------------------- | --------- |
|          | Partido Aprista Peruano | 11        |
|          | Frente Democrático      | 5         |
|          | Izquierda Unida         | 3         |

## Partidos y candidatos
A continuación se muestra una lista de los principales partidos y alianzas electorales que participaron en las elecciones:
| Candidatura | Candidatura | Partidos y alianzas | Candidatos | Candidatos                      | Ideología                                                  | Resultado previo | Resultado previo | Ref. |
| Candidatura | Candidatura | Partidos y alianzas | Candidatos | Candidatos                      | Ideología                                                  | Votos (%)        | Reg.             | Ref. |
| ----------- | ----------- | --- | ---------- | ------------------------------- | ---------------------------------------------------------- | ---------------- | ---------------- | ---- |
|             | APRA        | Lista - Partido Aprista Peruano (APRA) |            | Rosa Zárate Sánchez de Carbajal | Aprismo                                                    | 32.96%           | 11               |      |
|             | AP          | Lista - Acción Popular (AP) |            | Eduardo Felipa Sagasti          | Humanismo Nacionalismo cívico Reformismo                   | 32.84%           | 4                |      |
|             | Libertad    | Lista - Movimiento Libertad (Libertad) |            | Matilde Zárate de Vega          | Liberalismo clásico Democracia liberal Republicanismo      | 32.84%           | 0                |      |
|             | PPC         | Lista - Partido Popular Cristiano (PPC) |            | Manuel Luna Céspedes            | Democracia cristiana Conservadurismo Liberalismo económico | 32.84%           | 1                |      |
|             | IU          | Lista - Izquierda Unida (IU) – Unión de Izquierda Revolucionaria (UNIR) – Partido Comunista Peruano (PCP) – Frente Obrero Campesino Estudiantil y Popular (FOCEP) |            | Celia Ágreda de Raffo           | Marxismo-leninismo Mariateguismo Socialismo democrático    | 22.49%           | 3                |      |
|             | MSI         | Lista - Movimiento Social Independiente (MSI) |            | Óscar Consiglieri Bobadilla     | Conservadurismo social Populismo de derecha                | Nuevo            | Nuevo            |      |
|             | Frepap      | Lista - Frente Popular Agrícola del Perú (Frepap) |            | Isidoro Bellido Estrada         | Israelismo Fundamentalismo cristiano Populismo             | Nuevo            | Nuevo            |      |
|             | IND         | Lista - Lista Independiente Frente Popular Independiente |            | Óscar Sánchez Dulanto           | Localismo iqueño                                           | Nuevo            | Nuevo            |      |
|             | IND         | Lista - Lista Independiente Democracia Iqueña Auténtica |            | Luis Gotuzzo Heredia            | Localismo iqueño                                           | Nuevo            | Nuevo            |      |
|             | IND         | Lista - Lista Independiente Cambio y Desarrollo |            | Néstor Caro Molina              | Localismo iqueño                                           | Nuevo            | Nuevo            |      |

Otros candidatos
| Partidos y alianzas | Partidos y alianzas                                                       | Candidatos                |
| ------------------- | ------------------------------------------------------------------------- | ------------------------- |
|                     | Lista Independiente Movimiento Independiente Mayoría                      | Fernando Hun Oré          |
|                     | Lista Independiente Frente Independiente Renovador                        | Abraham Manay Mendoza     |
|                     | Lista Independiente Movimiento Ica Independiente                          | José Velazco Donayre      |
|                     | Lista Independiente Movimiento Alternativa Popular                        | Rosa Mendoza Espinoza     |
|                     | Lista Independiente Movimiento Avanzada Regional                          | Alejandro Angulo Quispe   |
|                     | Lista Independiente Movimiento Iqueño Independiente Hechos                | Manuel Arias de la Torre  |
|                     | Lista Independiente Movimiento Bolivariano                                | Raúl Sotil Galindo        |
|                     | Lista Independiente Evolución                                             | Germán Chau Grimaldo      |
|                     | Lista Independiente Movimiento Independiente Confederacionista Iqueño     | Martha Elias del Castillo |
|                     | Lista Independiente Frente Independiente Ica                              | José Rodríguez Valencia   |
|                     | Lista Independiente Movimiento Cívico Verdad                              | Luis Aquije Hernández     |
|                     | Lista Independiente Movimiento Vecinal Independiente                      | Arnaldo Guevara Holguín   |
|                     | Lista Independiente Agrupación Progresista Arriba Ica                     | Jesús Martínez Angulo     |
|                     | Lista Independiente Movimiento Independiente Por la Razón o Por la Fuerza | Jesús Euribe Donayre      |
|                     | Lista Independiente Movimiento Independiente Somos Ica                    | Ángel Echevarría Huamán   |

## Resultados

### Sumario general
|                        |                                                                           |              |              |              |           |           |
| Partidos y coaliciones | Partidos y coaliciones                                                    | Voto popular | Voto popular | Voto popular | Regidores | Regidores |
| Partidos y coaliciones | Partidos y coaliciones                                                    | Votos        | %            | ±pp          | Total     | +/−       |
|                        | Partido Aprista Peruano (APRA)                                            | 25,222       | 31.46        | –1.50        | 11        | ±0        |
|                        | Izquierda Unida (IU)                                                      | 10,989       | 13.71        | –8.78        | 3         | ±0        |
|                        | Lista Independiente Frente Popular Independiente                          | 9,595        | 11.97        | n/a          | 2         | +2        |
|                        | Acción Popular (AP)                                                       | 6,333        | 7.90         | n/a          | 1         | –3        |
|                        | Lista Independiente Democracia Iqueña Auténtica                           | 4,145        | 5.17         | n/a          | 1         | +1        |
|                        | Lista Independiente Cambio y Desarrollo                                   | 4,059        | 5.06         | n/a          | 1         | +1        |
|                        | Lista Independiente Movimiento Independiente Mayoría                      | 3,521        | 4.39         | n/a          | 0         | ±0        |
|                        | Partido Popular Cristiano (PPC)                                           | 2,886        | 3.60         | n/a          | 0         | –1        |
|                        | Lista Independiente Frente Independiente Renovador                        | 2,055        | 2.56         | n/a          | 0         | ±0        |
|                        | Movimiento Libertad (Libertad)                                            | 1,519        | 1.89         | n/a          | 0         | ±0        |
|                        | Lista Independiente Movimiento Ica Independiente                          | 1,193        | 1.49         | n/a          | 0         | ±0        |
|                        | Lista Independiente Movimiento Alternativa Popular                        | 1,168        | 1.46         | n/a          | 0         | ±0        |
|                        | Lista Independiente Movimiento Avanzada Regional                          | 1,064        | 1.33         | n/a          | 0         | ±0        |
|                        | Lista Independiente Movimiento Iqueño Independiente Hechos                | 1,062        | 1.32         | n/a          | 0         | ±0        |
|                        | Lista Independiente Movimiento Bolivariano                                | 884          | 1.10         | n/a          | 0         | ±0        |
|                        | Lista Independiente Evolución                                             | 846          | 1.06         | n/a          | 0         | ±0        |
|                        | Lista Independiente Movimiento Independiente Confederacionista Iqueño     | 814          | 1.02         | n/a          | 0         | ±0        |
|                        | Movimiento Social Independiente (MSI)                                     | 762          | 0.95         | Nuevo        | 0         | ±0        |
|                        | Frente Popular Agrícola del Perú (Frepap)                                 | 567          | 0.71         | Nuevo        | 0         | ±0        |
|                        | Lista Independiente Frente Independiente Ica                              | 490          | 0.61         | n/a          | 0         | ±0        |
|                        | Lista Independiente Movimiento Cívico Verdad                              | 309          | 0.39         | n/a          | 0         | ±0        |
|                        | Lista Independiente Movimiento Vecinal Independiente                      | 267          | 0.33         | n/a          | 0         | ±0        |
|                        | Lista Independiente Agrupación Progresista Arriba Ica                     | 215          | 0.27         | n/a          | 0         | ±0        |
|                        | Lista Independiente Movimiento Independiente Por la Razón o Por la Fuerza | 122          | 0.15         | n/a          | 0         | ±0        |
|                        | Lista Independiente Movimiento Independiente Somos Ica                    | 95           | 0.12         | n/a          | 0         | ±0        |
|                        |                                                                           |              |              |              |           |           |
| Total                  | Total                                                                     | 80,182       |              |              | 19        | ±0        |
|                        |                                                                           |              |              |              |           |           |
| Votos válidos          | Votos válidos                                                             | 80,182       | 100.00       | +14.39       |           |           |
| Votos en blanco        | Votos en blanco                                                           | 0            | 0.00         | –3.61        |           |           |
| Votos nulos            | Votos nulos                                                               | 0            | 0.00         | –10.78       |           |           |
| Votos emitidos         | Votos emitidos                                                            | 80,182       | 56.30        | –23.07       |           |           |
| Abstenciones           | Abstenciones                                                              | 22,527       | 43.70        | +23.07       |           |           |
| Votantes registrados   | Votantes registrados                                                      | 102,709      |              |              |           |           |
|                        |                                                                           |              |              |              |           |           |
| Fuente:                |                                                                           |              |              |              |           |           |

## Elecciones municipales distritales

### Resultados por distrito
La siguiente tabla enumera el control de los distritos de la provincia de Ica. El cambio de mando de una organización política se resalta del color de ese partido.
| Distrito                | Alcalde(sa) titular       | Partido político | Partido político        | Alcalde(sa) electo(a)    | Partido político | Partido político                |
| ----------------------- | ------------------------- | ---------------- | ----------------------- | ------------------------ | ---------------- | ------------------------------- |
| La Tinguiña             | Julia Campos Altamirano   |                  | Partido Aprista Peruano | Juan Vargas Valle        |                  | Partido Aprista Peruano         |
| Los Aquijes             | Pedro Hernández Carlos    |                  | Frente Democrático      | Julio Hernández Morón    |                  | Acción y Paz                    |
| Ocucaje                 | Mario Morón Aparcana      |                  | Partido Aprista Peruano | Luis Andía Cortez        |                  | Partido Aprista Peruano         |
| Pachacútec              | Fausto Tipismana Cahua    |                  | Partido Aprista Peruano | Teodoro Ramos Anchante   |                  | Frente Nacional de Trabajadores |
| Parcona                 | Carlos Ramos Loayza       |                  | Partido Aprista Peruano | Carlos Ramos Loayza      |                  | Partido Aprista Peruano         |
| Pueblo Nuevo            | Ismael Anicama Torres     |                  | Partido Aprista Peruano | Pedro Tipacti Altamirano |                  | Frente Unido Pueblo Nuevo       |
| Salas                   | José Peña Ramos           |                  | Partido Aprista Peruano | Jesús Lavarello Siguas   |                  | Izquierda Unida                 |
| San José de los Molinos | Jorge Fuentes Huarcaya    |                  | Partido Aprista Peruano | Jorge Fuentes Huarcaya   |                  | Partido Aprista Peruano         |
| San Juan Bautista       | Leoncio Chacón Pacheco    |                  | Izquierda Unida         | Victor Villa Cueto       |                  | Frente Independiente Comunal    |
| Santiago                | Gustavo Domingo Echegaray |                  | Izquierda Unida         | Agustín Salazar Solís    |                  | Partido Aprista Peruano         |
| Subtanjalla             | Julio Pecho García        |                  | Partido Aprista Peruano | Julio Pecho García       |                  | Partido Aprista Peruano         |
| Tate                    | Juan Guerrero Mendoza     |                  | Partido Aprista Peruano | José Hernández Calderón  |                  | Lista Independiente Tate        |
| Yauca del Rosario       | Genaro Chanco Conislla    |                  | Partido Aprista Peruano | Genaro Chanco Conislla   |                  | Partido Aprista Peruano         |